# 八田町 (春日井市)
八田町（はったちょう）は、愛知県春日井市の地名。1996年に行われた区画整理により上八田町と下八田町と西八田町の統合により旧鳥居松村八田地区と朝宮地区、旧勝川町高山地区と柏原地区、旧篠木村六軒屋地区、旧鷹来村大手田酉地区の歪となっていた境界が広範囲に整理されることになる。

## 地理

### 交通
- 愛知県道25号春日井一宮線
- 愛知県道196号神屋味美線

### 施設
- 下八田公園
- 上八田公園
- ホンダロジコム本社
- 上八田保育園
- 神明社
- 春日井市子育て支援センター
- 春日井警察署
- 名古屋市上下水道局鳥居松沈澱池

## 旧上八田町
現在の八田町2丁目、3丁目、6丁目、7丁目の大半と八田町1丁目、4丁目、8丁目、六軒屋町西1丁目、2丁目、朝宮町1丁目の一部

## 旧下八田町
現在の八田町1丁目、8丁目の大半と八田町2丁目と六軒屋町西1丁目、柏原町5丁目の一部

## 旧西八田町
現在の八田町4丁目、5丁目の大半と八田町6丁目、大手田酉町3丁目、朝宮町1丁目、朝宮町4丁目の一部

## 1丁目
下八田町、上八田町字上之段、柏原町、瑞穂通5丁目

## 2丁目
上八田町字上之段、下八田町、柏原町、朝宮町字寺前

## 3丁目
上八田町字中之段・字寺前・字寺浦、朝宮町字寺前

## 4丁目
西八田町字子新田・字長池、上八田町字寺浦

## 5丁目
西八田町字西島・字長池、六軒屋町字南馬喰

## 6丁目
上八田町字西島、西八田町字長池、六軒屋町字西丸田

## 7丁目
上八田町字上之段・字宮東、六軒屋町字西丸田

## 8丁目
下八田町、上八田町字宮東

### 人口の変遷
国勢調査による人口および世帯数の推移。
| 2000年（平成12年） | 1817世帯 5449人 |  |
| 2005年（平成17年） | 2013世帯 5777人 |  |
| 2010年（平成22年） | 2139世帯 5837人 |  |
| 2015年（平成27年） | 2340世帯 5967人 |  |
| 2020年（令和2年）  | 2555世帯 6258人 |  |

### WEB
1. 1 2  総務省統計局 (2022年2月10日). “令和2年国勢調査の調査結果(e-Stat) - 男女別人口，外国人人口及び世帯数－町丁・字等” (CSV). 2023年8月2日閲覧。
2. ↑  “愛知県春日井市の町丁・字一覧”.   人口統計ラボ. 2021年8月15日閲覧。
3. ↑  “読み仮名データの促音・拗音を小書きで表記するもの(zip形式) 愛知県” (zip).   日本郵便 (2024年2月29日). 2024年3月26日閲覧。
4. ↑  “市外局番の一覧” (PDF).   総務省 (2022年3月1日). 2022年3月22日閲覧。
5. ↑  “ナンバープレートについて”.   一般社団法人愛知県自動車会議所. 2024年1月21日閲覧。
6. ↑  総務省統計局 (2014年5月30日). “平成12年国勢調査の調査結果(e-Stat) - 男女別人口及び世帯数 －町丁・字等” (CSV). 2021年7月20日閲覧。
7. ↑  総務省統計局 (2014年6月27日). “平成17年国勢調査の調査結果(e-Stat) - 男女別人口及び世帯数 －町丁・字等” (CSV). 2021年7月21日閲覧。
8. ↑  総務省統計局 (2012年1月20日). “平成22年国勢調査の調査結果(e-Stat) - 男女別人口及び世帯数 －町丁・字等” (CSV). 2021年7月21日閲覧。
9. ↑  総務省統計局 (2017年1月27日). “平成27年国勢調査の調査結果(e-Stat) - 男女別人口及び世帯数 －町丁・字等” (CSV). 2021年7月21日閲覧。